# Charles Wesley Turnbull

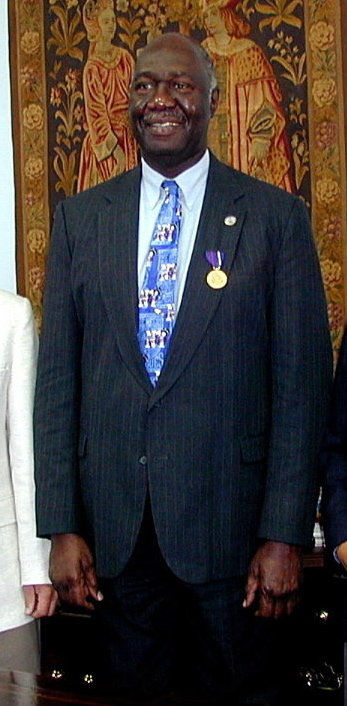
Charles Wesley Turnbull

Charles Wesley Turnbull (* 5. Februar 1935 in Charlotte Amalie, Saint Thomas; † 3. Juli 2022 in Washington, D.C.) war ein von den Amerikanischen Jungferninseln stammender Politiker. Er gehört der Demokratischen Partei an und war vom 4. Januar 1999 bis zum 3. Januar 2007 Gouverneur der Amerikanischen Jungferninseln. Nachfolger wurde John de Jongh, der am 7. November 2006 die Gouverneurswahlen gewann.